# 阿西波維奇
阿西波維奇（羅馬化：Asipovichy），又按俄语名译为奧西波維奇（羅馬化：Osipovichi），是白俄羅斯莫吉廖夫州阿西波維奇區内的城市及该区的行政中心，該市位於州府莫吉廖夫東南136公里的第聶伯河流域，海拔高度126米，始建於1872年11月17日，2025年人口28,745。